# William Warham

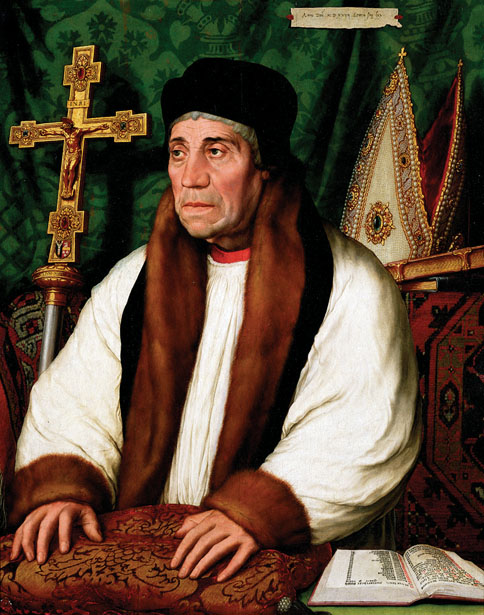
William Warham von Hans Holbein der Jüngere, 1527 (Louvre)

William Warham (* 1450; † 22. August 1532 in Hackington) war von 1503 bis zu seinem Tode Erzbischof von Canterbury.
Er entstammt einer Familie aus Malshanger in Hampshire. Warham besuchte die Lateinschule in Winchester und studierte danach Theologie am New College in Oxford. Nach Erwerb seines Doktorgrades hielt er theologische Vorlesungen und betrieb daneben das Studium der Rechtswissenschaften. Im Jahr 1488 wurde er zunächst Anwalt am kirchlichen Gerichtshof in London und zwei Jahre später Rektor der School of Civil Law in Oxford. Nach dem Empfang der Priesterweihe trat er eine Pfarrstelle an. 1496 wurde Warham Erzdiakon von Huntingdon und Vorsteher des Reichsarchivs. 1502 wurde er Bischof von London.
Am 29. November 1503 von Julius II. zum Erzbischof von Canterbury nominiert und am 9. März 1504 geweiht. König Heinrich VII. ernannte ihn am 21. Januar 1504 zum Lordkanzler und 1506 wurde Warham zum Kanzler der Universität Oxford gewählt, ein Amt, das er bis zu seinem Tod innehatte. Mit der Thronbesteigung Heinrich VIII. und dessen Heirat mit Katharina von Aragon 1509, schwand Warhams politischer Einfluss, da er die Trauung im Interesse der antispanischen Politik Heinrichs VII. bis zuletzt zu verhindern gesucht hatte. Im Jahr 1515 gab er sein Amt als Lordkanzler ab und widmete sich seinen geistlichen Aufgaben. Ihm fehlten jedoch für eine durchgreifende Reform Tatkraft und Durchsetzungsvermögen, da seine Rechte als Primas durch seinen Nachfolger als Lordkanzler, den Kardinal Thomas Wolsey, Erzbischof von York und päpstlicher Legat, beschnitten wurden. Nach Sturz (1529) und Tod (1530) Wolseys wurde Warham die Lordkanzlerschaft erneut und verbunden mit großen Hoffnungen seitens des Königs angeboten, die er jedoch ablehnte.
Bei der Scheidung von Heinrich VIII. und Katharina von Aragon wurde Warham als Ratgeber der Königin ernannt. Aus Angst vor den Konsequenzen einer allzu starken Verteidigung ihrer Rechte, hielt er sich in dieser Rolle jedoch weitgehend zurück und zeigte sich den Wünschen des Königs stark nachgebend. So forderte er die Universität Oxford auf, wie angeblich andere Universitäten im Lande, die Ungültigkeit der Ehe Heinrichs zu erklären. Die Convocation bewilligte im Februar 1531 unter dem Druck des Königs den Titel oberstes Haupt der Kirche und des englischen Klerus für diesen. Im Mai 1532 beschloss die Convocation, unter der Führung Warhams, auf die Ausübung ihres Gesetzgebungsrechts ohne Zustimmung des Königs zu verzichten. Diese beiden Beschlüsse gaben der Aufrichtung des Supremats Heinrichs VIII. Vorschub, die dieser am 3. November 1534 im Parlament per Gesetz einführte, was zur Abspaltung der anglikanischen Kirche von Rom führte.
Warham hatte diese Entwicklung weder geahnt, noch hätte er sie gewollt. Sein Widerruf der Beschlüsse auf dem Sterbebett verhallte jedoch ungehört.